# Палестина (провинция Арабского халифата)
Палестина (араб. جُنْد فِلَسْطِيْن‎, Джунд Фаластын) — одна из провинций военно-административного деления Арабского халифата, образованная в 630-х годах на месте части владений Византии в Палестине после арабского завоевания Сирии и Палестины и существовавшая в пределах Праведного, Аббасидского, Омейядского и Фатимидского халифатов вплоть до вторжения Сельджуков и Первого крестового похода. Столицей области был город Рамла. Ныне является частью Израиля, Иордании и частично признанного Государства Палестина. 
Другая провинция, Джунд-Урдун, с названием значащим «Иордан», «иорданский» соответствовал византийской провинции Палестине II.

## Ранняя история
Историю арабского завоевания Палестины довольно трудно реконструировать. Полководца из курайшитов Амра ибн аль-Аса послал на завоевание региона, известного как Левант, первый праведный халиф Абу Бакр ас-Сиддик ещё в 633 году. Он пересёк побережье Красного моря в Хиджазе, Аравийский полуостров, и достиг портового города Айла в верховьях Акабского залива. Отсюда он двинулся в пустыню Негев или на запад, на Синай. Прибыв в селения близ Газы, Амр вступил в переговоры с командующим византийским гарнизоном. Они провалились, и в феврале/марте 634 года последовало сражение при Датине, в котором победу одержали арабы. На этом этапе завоевания Амр расположил войска в Гамр аль-Арабате в центре Вади-эль-Араба между Мертвым морем и Акабским заливом. Оставив в покое Газу, он занялся подчинением арабских племён в окрестностях.